# Jüdische Friedhöfe in Simmertal
Bei den Jüdischen Friedhöfen in Simmertal handelt es sich um zwei unterschiedlich alte, noch bestehende jüdische Friedhöfe in der Ortsgemeinde Simmertal im Landkreis Bad Kreuznach in Rheinland-Pfalz. Beide Friedhöfe sind Kulturdenkmäler.

## Alter Friedhof
Der Friedhof nördlich des Ortes in der Nähe der Landesstraße L 230 nach Seesbach, unterhalb des Hügels „Habichtkopf“, wurde vermutlich um 1700 angelegt und 1878 geschlossen. Nachgewiesen sind Beisetzungen für den Zeitraum von 1864 bis 1878. Von 1930 bis 1955 benutzte die Gemeinde Simmertal das Friedhofsgrundstück, das von der Straße aus nicht gut eingesehen werden kann, teilweise als Pflanzgarten beziehungsweise als Baumschule.
Auf dem Friedhof sind etwa 25 Grabsteine des 19. Jahrhunderts erhalten. Nach anderen Angaben sind im Umkreis von etwa 100 Metern noch acht Grabstein- und Sockelreste weit im Gelände verstreut oder gar nur noch fünf Fragmente vorhanden.

## Neuer Friedhof
Der Friedhof liegt am nördlichen Ortsrand in der Flur „Auf Kipp“ am Braunenberg gegenüber dem im Jahr 1760 angelegten katholischen Friedhof.
Auf dem 903 m² großen Friedhof, der 1878 angelegt und von 1879 bis 1930 belegt wurde, befinden sich 23 Grabstätten mit Grabsteinen.